# 2015년 KBO 올스타전
2015 타이어뱅크 KBO 올스타전(2015 TIREBANK KBO ALLSTARGAME)은 2015년 7월 17일부터 7월 18일까지 양일간 수원KT위즈파크에서 진행되었다. kt 위즈가 처음으로 참가하는 올스타전이다. 결과는 홈런 세 방을 작렬시킨 드림 올스타가 6:3으로 나눔 올스타를 꺾고 승리를 거뒀다.

## 변경사항
기존의 올스타전 이스턴(동군)과 웨스턴(서군)으로 나뉜것과 달리 새로운 명칭으로 기존과 다른 팀으로 나뉘어 경기를 치른다.기존 팀구성 방식에서 kt 위즈를 기존의 동군팀에 편입시키고 팀 명칭만 변화시키기로 하였다.
드림 올스타(SK 와이번스, 삼성 라이온즈, 두산 베어스, 롯데 자이언츠, kt 위즈)와 나눔 올스타(넥센 히어로즈, KIA 타이거즈, 한화 이글스, LG 트윈스, NC 다이노스)로 팀을 나누어 치러진다.
이와 함께 올스타전 투수부분 투표에 중간계투부분 투표가 추가되었다.

## 출장 선수
올스타전에 출전하는 선수는 다음과 같으며, 이 가운데 굵은 글씨로 표시된 선수는 팬 투표에 의해 선정된 선수이며, 나머지 선수는 모두 감독 추천에 의해 선발된 선수들이다.
- 드림 올스타 선발 투수인 김광현은 부상으로 인해 박종훈으로 교체되었고, 대신 유희관이 선발로 등판했다.
- 드림 올스타 감독 추천 선수인 린드블럼은 부상으로 인해 송승준으로 교체되었다.

| 드림 올스타 | 드림 올스타                                                 | 드림 올스타                                                 | 드림 올스타             | 드림 올스타             | 나눔 올스타 | 나눔 올스타                                                | 나눔 올스타                                                | 나눔 올스타               | 나눔 올스타               |
| ----------- | ----------------------------------------------------------- | ----------------------------------------------------------- | ----------------------- | ----------------------- | ----------- | ---------------------------------------------------------- | ---------------------------------------------------------- | ------------------------- | ------------------------- |
| 감독        | 류중일 (삼성)                                               | 류중일 (삼성)                                               | 류중일 (삼성)           | 류중일 (삼성)           | 감독        | 염경엽 (넥센)                                              | 염경엽 (넥센)                                              | 염경엽 (넥센)             | 염경엽 (넥센)             |
| 코치        | 김용희(SK)                                                  | 김태형(두산)                                                | 이종운(롯데)            | 조범현(kt)              | 코치        | 김기태(KIA)                                                | 김성근(한화)                                               | 양상문(LG)                | 김경문(NC)                |
| 투수        | 선발 - 유희관(두산) 중간 - 정우람(SK) 마무리 - 임창용(삼성) | 선발 - 유희관(두산) 중간 - 정우람(SK) 마무리 - 임창용(삼성) | 안지만(삼성)            | 송승준(롯데)            | 투수        | 선발 - 양현종(KIA) 중간 - 박정진(한화) 마무리 - 권혁(한화) | 선발 - 양현종(KIA) 중간 - 박정진(한화) 마무리 - 권혁(한화) | 손승락(넥센)              | 조상우(넥센)              |
| 투수        | 선발 - 유희관(두산) 중간 - 정우람(SK) 마무리 - 임창용(삼성) | 선발 - 유희관(두산) 중간 - 정우람(SK) 마무리 - 임창용(삼성) | 이성민(롯데)            | 박종훈(SK)              | 투수        | 선발 - 양현종(KIA) 중간 - 박정진(한화) 마무리 - 권혁(한화) | 선발 - 양현종(KIA) 중간 - 박정진(한화) 마무리 - 권혁(한화) | 손민한(NC)                | 해커(NC)                  |
| 투수        | 선발 - 유희관(두산) 중간 - 정우람(SK) 마무리 - 임창용(삼성) | 선발 - 유희관(두산) 중간 - 정우람(SK) 마무리 - 임창용(삼성) | 정대현(kt)              | 장시환(kt)              | 투수        | 선발 - 양현종(KIA) 중간 - 박정진(한화) 마무리 - 권혁(한화) | 선발 - 양현종(KIA) 중간 - 박정진(한화) 마무리 - 권혁(한화) | 소사(LG)                  | 윤석민(KIA)               |
| 포수        | 강민호(롯데)                                                | 강민호(롯데)                                                | 이재원(SK)              | 양의지(두산)            | 포수        | 김태군(NC)                                                 | 김태군(NC)                                                 | 박동원(넥센)              | 이홍구(KIA)               |
| 1루수       | 구자욱(삼성)                                                | 구자욱(삼성)                                                | 김재호(두산) 박경수(kt) | 김재호(두산) 박경수(kt) | 1루수       | 테임즈(NC)                                                 | 테임즈(NC)                                                 | 윤석민(넥센) 김태균(한화) | 윤석민(넥센) 김태균(한화) |
| 2루수       | 나바로(삼성)                                                | 나바로(삼성)                                                | 김재호(두산) 박경수(kt) | 김재호(두산) 박경수(kt) | 2루수       | 정근우(한화)                                               | 정근우(한화)                                               | 윤석민(넥센) 김태균(한화) | 윤석민(넥센) 김태균(한화) |
| 3루수       | 황재균(롯데)                                                | 황재균(롯데)                                                | 김재호(두산) 박경수(kt) | 김재호(두산) 박경수(kt) | 3루수       | 김민성(넥센)                                               | 김민성(넥센)                                               | 윤석민(넥센) 김태균(한화) | 윤석민(넥센) 김태균(한화) |
| 유격수      | 김상수(삼성)                                                | 김상수(삼성)                                                | 김재호(두산) 박경수(kt) | 김재호(두산) 박경수(kt) | 유격수      | 김하성(넥센)                                               | 김하성(넥센)                                               | 윤석민(넥센) 김태균(한화) | 윤석민(넥센) 김태균(한화) |
| 외야수      | 최형우(삼성)                                                | 최형우(삼성)                                                | 이대형(kt) 김강민(SK)   | 이대형(kt) 김강민(SK)   | 외야수      | 이용규(한화)                                               | 이용규(한화)                                               | 나성범(NC) 박용택(LG)     | 나성범(NC) 박용택(LG)     |
| 외야수      | 김현수(두산)                                                | 김현수(두산)                                                | 이대형(kt) 김강민(SK)   | 이대형(kt) 김강민(SK)   | 외야수      | 김주찬(KIA)                                                | 김주찬(KIA)                                                | 나성범(NC) 박용택(LG)     | 나성범(NC) 박용택(LG)     |
| 외야수      | 민병헌(두산)                                                | 민병헌(두산)                                                | 이대형(kt) 김강민(SK)   | 이대형(kt) 김강민(SK)   | 외야수      | 유한준(넥센)                                               | 유한준(넥센)                                               | 나성범(NC) 박용택(LG)     | 나성범(NC) 박용택(LG)     |
| 지명타자    | 이승엽(삼성)                                                | 이승엽(삼성)                                                | 이승엽(삼성)            | 이승엽(삼성)            | 지명타자    | 이호준(NC)                                                 | 이호준(NC)                                                 | 이호준(NC)                | 이호준(NC)                |

## 이벤트 경기
올스타전 이벤트 경기는 홈런레이스, 퍼펙트 피처, 번트왕으로 구성되어 있으며 이번 올스타전에도 행사에서 획득하는 점수와 홈런당 일정 금액의 기부금이 적립이 된다. 드림올스타는 유니세프와 손을 잡고 지구촌 어린이마을 놀이터 건립 기금으로 사용되며 나눔올스타는 한국 해비타트와 손을 잡고 이한별 양의 가족보금자리 건립기금으로 활용할 예정이다.

### 퍼펙트 피쳐
타이어 뱅크 퍼펙트 피처는 일정 거리에 7개의 배트(붉은색 배트는 2점, 나머지 배트는 1점)를 세워두고 선수 당 10개의 공(결승전은 15개의 공)을 던져 맞히는 방식으로 양 팀에서 각각 최고 점수를 기록한 선수가 결승에 진출해 승자를 가리는 게임으로, 우승 선수에게는 상금 200만원, 준우승 선수에게는 100만원이 수여된다. 이와 함께 1점당 20만원의 성금이 적립된다. 드림 올스타 선수 정우람은 담 증세로 송승준으로 교체되었다. 해커선수는 손민한선수를 대신해서 출전했다.
| 드림올스타 | 유희관 (두산) | 임창용 (삼성) | 안지만 (삼성) | 송승준 (롯데) |
| ---------- | ------------- | ------------- | ------------- | ------------- |
| 개수       | 2점           | 2점           | 5점           | 3점           |
| 나눔올스타 | 조상우 (넥센) | 윤석민 (KIA)  | 소사 (LG)     | 해커 (NC)     |
| 개수       | 2점           | 0점           | 0점           | 4점           |

| 드림올스타 | 안지만 (삼성) |
| ---------- | ------------- |
| 개수       | 5점           |
| 나눔올스타 | 해커 (NC)     |
| 개수       | 2점           |

적립금
| 드림올스타 | 340만원 |
| 나눔올스타 | 160만원 |
| ---------- | ------- |

### 홈런레이스
2015 올스타전 인터파크 홈런레이스는 2015년 7월 17일에 거행되었다. 이번 홈런레이스는 드림팀 4명, 나눔팀 4명으로 나눠 7아웃제로 조별리그를 거친 후 각 팀 1위 선수끼리 10아웃제로 결승전을 치러 우승자를 가리게 되며 홈런 한 개당 50만원의 기부금이 적립된다.
출전선수
- 드림올스타: 김현수(두산), 야마이코 나바로(삼성), 이승엽(삼성), 황재균(롯데)
- 나눔올스타: 이호준(NC), 에릭 테임즈(NC), 나성범(NC), 박용택(LG)

| 드림올스타 | 김현수 (두산) | 나바로 (삼성) | 이승엽 (삼성) | 황재균 (롯데) |
| ---------- | ------------- | ------------- | ------------- | ------------- |
| 개수       | 4개           | 3개           | 6개           | 10개          |
| 나눔올스타 | 나성범 (NC)   | 이호준 (NC)   | 테임즈 (NC)   | 박용택 (LG)   |
| 개수       | 1개           | 5개           | 13개          | 2개           |

| 드림올스타 | 황재균 (롯데) |
| ---------- | ------------- |
| 개수       | 11개          |
| 나눔올스타 | 테임즈 (NC)   |
| 개수       | 2개           |

적립금
| 드림올스타 | 2040만원 |
| 나눔올스타 | 1310만원 |
| ---------- | -------- |

- 우승: 황재균(롯데)
- 준우승: 에릭 테임즈(NC)
- 최대 비거리상: 에릭 테임즈(NC)

### 번트 왕
타이어뱅크 번트왕은 8명이 출전해 4번의 번트 기회가 주어지는 예선을 거쳐 양 팀 1위 선수가 결승에 올라 승부를 겨룬다. 결승은 6번의 번트 기회가 주어지며 우승 선수에게는 200만원, 준우승 선수에게는 100만원의 상금이 수여되며 점수당 10만원이 적립된다. 김강민 선수를 대신해 안지만 선수가 출전한다.
| 드림올스타 | 안지만 (삼성) | 김상수 (삼성) | 박경수 (kt)   | 이대형 (kt)   |
| ---------- | ------------- | ------------- | ------------- | ------------- |
| 1차시기    | 0             | 4             | 4             | 5             |
| 2차시기    | 0             | 5             | 1             | 1             |
| 3차시기    | 5             | 4             | 0             | 5             |
| 4차시기    | 0             | 4             | 1             | 3             |
| 합계       | 5             | 17            | 6             | 14            |
| 나눔올스타 | 김하성 (넥센) | 김태군 (NC)   | 박동원 (넥센) | 이용규 (한화) |
| 1차시기    | 2             | 2             | 0             | 2             |
| 2차시기    | 4             | 5             | 0             | 3             |
| 3차시기    | 0             | 0             | 5             | 4             |
| 4차시기    | 5             | 4             | 3             | 4             |
| 합계       | 11            | 11            | 8             | 13            |

| 드림올스타 | 김상수 (삼성) |
| ---------- | ------------- |
| 1차시기    | 2             |
| 2차시기    | 1             |
| 3차시기    | 0             |
| 4차시기    | 4             |
| 5차시기    | 5             |
| 6차시기    | 3             |
| 합계       | 15            |
| 나눔올스타 | 이용규 (한화) |
| 1차시기    | 3             |
| 2차시기    | 4             |
| 3차시기    | 2             |
| 4차시기    | 4             |
| 5차시기    | 1             |
| 6차시기    | 2             |
| 합계       | 16            |

적립금
| 드림올스타 | 570만원 |
| 나눔올스타 | 590만원 |
| ---------- | ------- |

## 경기 결과
| 팀 | 1 | 2 | 3 | 4 | 5 | 6 | 7 | 8 | 9 | R | H  | E |
| 드림올스타 | 1 | 2 | 0 | 1 | 0 | 0 | 0 | 0 | 2 | 6 | 13 | 0 |
| 나눔올스타 | 0 | 0 | 0 | 1 | 0 | 0 | 1 | 0 | 1 | 3 | 7  | 0 |
| 승리 투수: 유희관 패전 투수: 양현종 홀드: 송승준, 장시환, 이성민, 안지만 홈런: 드림 – 야마이코 나바로(양현종 상대 1회 1점), 강민호(에릭 해커 상대 2회 2점), 황재균(권혁 상대 9회 2점) 나눔 – 나성범(정대현 상대 4회 1점), 박용택(박종훈 상대 7회 1점) |   |   |   |   |   |   |   |   |   |   |    |   |

- 애국가 : 육군 제3야전군, 예하부대 군악대
- 시구자 : 김응용 (한국시리즈 최다 우승 감독)
- 시포자 : 선동열 (前 삼성 라이온즈 감독)

적립금
| 드림올스타 | 4650만원                                                     |
| ---------- | ------------------------------------------------------------ |
| 사용처     | 유니세프를 통해 지구촌 어린이 마을 놀이터 건립 기금으로 사용 |
| 나눔올스타 | 3760만원                                                     |
| 사용처     | 해비타트를 통해 이한별 양의 가옥 건축 기금으로 사용          |

시상
- 우수 타자상: 박용택(LG) - 2타수 2안타 1홈런 2타점 1득점(상금 300만원)
- 우수 투수상: 유희관(두산) - 2이닝 무실점(상금 300만원)
- 승리 감독상: 류중일(드림)(300만원)
- 승리팀 상: 드림 올스타(송승준 대표 수상, 상금 3000만원)
- 미스터 올스타(MVP): 강민호(롯데) - 43표 중 26표 득표, 3타수 2안타 1홈런 2타점 1득점(부상: KIA 신형 K5)

드림 올스타는 선발투수 투표 1위였던 김광현을 대신해 유희관이, 나눔 올스타는 선발투수 투표 1위 양현종이 각각 등판하였다.
기선 제압은 드림팀이 먼저 했다. 1회초 2사 주자없는 가운데 타석에 나선 야마이코 나바로는 나눔팀 선발 양현종의 6구째 체인지업(123km)을 통타해 선제 좌월 홈런을 기록(비거리: 110m)를 기록하며 기선 제압에 성공하였다. 이 후 드림팀은 2회초 구자욱의 내야안타로 만든 1아웃 1루 상황에서 강민호가 에릭 해커의 3구째 빠른공(143km)를 밀어쳐 우중간 담장을 넘기는 2점짜리 홈런(비거리: 120m)으로 경기 초반 달아나는데 성공했고, 4회초 구자욱의 좌전 안타와 강민호의 좌중간 안타로 만들어진 1아웃 주자 1,3루 찬스에서 김상수의 좌중간 적시타로 3루 주자 구자욱이 여유있게 홈을 밟으며 4:0까지 달아났다.
반면, 3회까지 꽁꽁 묶인 나눔 올스타는 4회말 이용규가 중전 안타로 팀의 첫 안타를 만들었지만, 정근우가 5-4-3 병살타를 치면서 흐름이 끊어 졌다. 그러나 나성범이 2사 주자없는 가운데 드림 세 번째 투수 정대현의 2구째를 받아쳐 우중간 담장을 넘기는 솔로포(비거리: 120m)로 한 점 만회하였다. 또한 나눔팀은 1:4로 뒤진 7회말 2사 주자 없는 상황에서 유한준 대신 타석에 들어선 박용택이 드림팀 7번째 투수 박종훈의 2구째 속구(131km) 우월 솔로포(비거리: 115m)를 작렬시켜 점수차를 두 점차로 좁혔다.
그러자 드림팀이 바로 9회초에 권혁을 상대로 김강민의 2사 후 좌전 안타로 만들어진 2사 1루에서 황재균이 초구를 그대로 잡아 당겨 좌측 담장을 넘기는 2점 홈런(비거리: 115m)으로 승부의 사실상 쐐기를 박았다. 나눔은 9회말 임창용을 상대로 에릭 테임즈의 2루타와 1사 후 박용택이 10구 승부까지 가는 접전끝에 좌중간을 가르는 적시 2루타로 1점을 만회하고 2사 후 김하성의 볼넷으로 2사 1-2루 찬스를 맞았으나, 김태균이 헛스윙 삼진으로 물러나면서 10개구단이 펼친 첫 올스타전은 드림 올스타의 승리로 마무리 되었다.

## 2015년 퓨처스 올스타전
2015년 KBO 퓨처스 올스타전 7월 17일 수원 kt 위즈파크에서 열리는 퓨처스리그 올스타전 시합으로 9번째로 거행되는 퓨처스리그 올스타전 시합이다.
- 올시즌부터 3개 리그로 나누어 졌다.

남부 리그 - KIA 타이거즈, 삼성 라이온즈, 롯데 자이언츠, 상무 피닉스
중부 리그 - SK 와이번스, 고양 다이노스, 한화 이글스, 화성 히어로즈
북부 리그 - 두산 베어스, LG 트윈스, 경찰 야구단, kt 위즈
- 팀구성은 남부리그 4팀과 중부리그의 한화와 고양이 "퓨처스 드림팀"에 소속되며, 북부리그 4팀과 중부리그의 SK와 화성이 "퓨처스 나눔팀"에 소속된다.

### 출전선수
| 팀 | 선수 명단 |
| 퓨처스 드림 - 상무 피닉스 - 롯데 자이언츠 - 삼성 라이온즈 - KIA 타이거즈 - 한화 이글스 - 고양 다이노스 | - 감독 - 박치왕(상무) - 코치 - 이정훈(한화), 한문연(고양), 손상대(롯데), 장태수(삼성), 정회열(KIA) - 투수 - 문승원(상무), 정영일(상무), 김범수(한화), 박한길(한화), 구창모(고양), 홍정우(삼성), 이인복(롯데), 구승민(롯데), 김명찬(KIA) - 포수 - 박세혁(상무), 지성준(한화), 김희석(삼성) - 내야수 - 하주석(상무), 윤승열(한화), 강민국(고양), 유영준(고양), 윤영수(삼성), 전병우(롯데) - 외야수 - 김준완(고양), 최민구(삼성), 김재유(롯데), 노수광(KIA), 오준혁(KIA) - 지명타자 - 황대인(KIA) |
| 퓨처스 나눔 - 경찰 야구단 - 화성 히어로즈 - LG 트윈스 - 두산 베어스 - SK 와이번스 - KT 위즈            | - 감독 - 유승안(경찰) - 코치 - 김동수(LG), 이광근(kt), 세이케(SK), 김성갑(화성), 송재박(두산) - 투수 - 이형범(경찰), 신재영(경찰), 이준형(LG), 이윤학(kt), 김정빈(SK), 박규민(SK), 구자형(화성), 김정인(화성), 서두원(두산) - 포수 - 김재성(LG), 윤여운(kt), 장승현(두산) - 내야수 - 강승호(경찰), 장준원(LG), 김영환(kt), 임재현(SK), 송성문(화성), 류지혁(두산) - 외야수 - 양성우(경찰), 서상우(LG), 송민섭(kt), 허정협(화성), 김경호(두산) - 지명타자 - 조용호(SK)                          |

### 경기 결과
| 팀 | 1 | 2 | 3 | 4 | 5 | 6 | 7 | 8 | 9 | R | H | E |
| 퓨처스 드림 | 1 | 0 | 0 | 0 | 2 | 1 | 0 | 0 | 2 | 6 | 5 | 1 |
| 퓨처스 나눔 | 0 | 0 | 1 | 1 | 0 | 1 | 0 | 0 | 0 | 3 | 7 | 0 |
| 승리 투수: 김명찬(KIA) 패전 투수: 서두원(두산) 세이브: 구승민(롯데) 홀드: 김범수(한화) 홈런: 드림 – 황대인(KIA)(신재영(경찰) 상대 9회 2점) |   |   |   |   |   |   |   |   |   |   |   |   |

- 감투상: 황대인(KIA) - 9회초 2점 홈런
- 우수투수상: 김범수(한화) - 2이닝 1실점
- 우수타자상: 송성문(화성) - 4타수 3안타 2도루
- 승리팀: 퓨처스 드림(하주석 선수 대표 수상, 상금 500만원)
- 퓨처스 올스타전 MVP: 하주석(상무) - 3타수 2안타 2도루

## TV 중계

### 올스타 프라이데이
| 방송사                  | 홈런레이스 퍼펙트피처 | 홈런레이스 퍼펙트피처 | 퓨처스리그 올스타전 | 퓨처스리그 올스타전 |
| 방송사                  | 캐스터                | 해설                  | 캐스터              | 해설                |
| ----------------------- | --------------------- | --------------------- | ------------------- | ------------------- |
| MBC SPORTS+(주관방송사) | 한명재                | 이종범 양준혁         | 정병문              | 정민철 유희관       |
| sky SPORTS              | 임경진                | 이효봉                | 임경진              | 이효봉              |
| SPOTV+                  | 최두영                | 진필중                | 최두영              | 진필중              |
| KBS N 스포츠            | 이기호                | 안치용 송진우         |                     |                     |
| SBS SPORTS              | 이동근                | 이종열 최원호         |                     |                     |

### 올스타전
| 방송사                  | 올스타전 | 올스타전      | 번트왕 | 번트왕        |
| 방송사                  | 캐스터   | 해설          | 캐스터 | 해설          |
| ----------------------- | -------- | ------------- | ------ | ------------- |
| MBC SPORTS+(주관방송사) | 한명재   | 허구연        | 정병문 | 정민철 이종범 |
| KBS N 스포츠            | 이기호   | 조성환 송진우 |        |               |
| SBS SPORTS              | 정우영   | 안경현 김정준 |        |               |
| sky SPORTS              | 임경진   | 김진욱        |        |               |
| SPOTV+                  | 최두영   | 진필중        |        |               |